# Antitrinitarijanizam
Nontrinitarijanizam (ili antitrinitarijanizam) označava monoteističke sisteme verovanja, uglavnom u okviru hrišćanstva, koji odbacuju glavnu hrišćansku doktrinu Trojstvo, odnosno učenje da Bog predstavlja tri različite hipostaze ili osobe koje su zajedno večne, zajedno jednake i neovojivo sjedinjene u jedno biće (ousia).
Prema crkvama koje odluke ekumenskih sabora (koncila) drže za konačne, trinitarijanizam je nepogrešivo određen na Prvom ekumenskom saboru (Nikejskom saboru) godine 325. ili na ekumenskim saborima u 4. veku, a koji su proglasili puno božanstvo Sina, te Prvog carigradskog sabora, koji je proglasio božanstvo Svetog duha. Nontrinitarijanci se iz različitih razloga ne slažu sa odlukama Sabora, a to uključuje verovanje da je njihovo razumevanje Biblije važnije od simbola vere, ili da je došlo do Velike apostaze pred Sabore. Crkvene i državne vlasti u Evropi i Bliskom istoku su progonile nontrinitarijanska verovanja kao jeres od 4. do 18. vekа, a za to kao primeri služe arijanstvo, učenje Miguela Sevreta i katari. Danas nontrinitarijaci čine manjinu među hrišćanima.
Nontrinitarijanski pogledi se široko razlikuju po pitanju prirode Boga, Isusa i Svetog duha. Različiti nontrinitarijanski pogledi, kao adopcionizam, monarhijanizam i subordinacionizam su postojali prije konačne definicije doktrine o Trojstvu na Saborima 325, 360. i 41. (Nikeja, Carigrad i Efez). Nontrinitarijanstvo je kasnije obnovljeno kroz gnosticizam katara od 11. do 13. veka, u doba prosvetiteljstva u 18. veku, te kod nekih grupa tokom Drugog velikog buđenja u SAD u 19. veku.
Suvremene nontrinitarijanske hrišćanske grupe ili denominacije uključuju hriistadelfijance, hrišćanske naučnike, Crkvu Isusa Hrista svetaca poslednjih dana (mormone), Studente biblije zore, Generalnu konferenciju prijatelja, Iglesia ni Cristo, Jehovine svedoke, Živu crkvu boga, pentekostalce jednosti, Članove internacionale Crkve boga, unitarijanske univerzalističke hrišćane, Internacionalu puta i Ujedinjenu crkvu boga. Takođe, svi ogranci judaizma su nontrinitraijanski, i smatraju Boga iz hebrejskih spisa kao jednu osobu, bez podela i više osoba u sebi. Islam smatra Isusa prorokom i poriče mu božanstvo. Opisuje se kao antitrinitarijanska religija kada se uspoređuje sa hrišćanstvom ili u knjigama za zapadno čitateljstvo: islam poučava apsolutnu nedeljivost vrhovnog savremenog i transcedentnog boga (v. Bog u islamu), a njegova antitrijanska priroda se vidi i nekoliko stihova Kurana koji navode da je doktrina Trojstva bogohulna.

## Literatura
- Glassé, Cyril; Smith, Huston (2003). The New Encyclopedia of Islam. Rowman Altamira. стр. 239—241. ISBN 978-0-7591-0190-6.
- Tuggy, Dale (leto 2014), „History of Trinitarian Doctrines”, Trinity, Stanford Encyclopedia of Philosophy
- Morgan, Caesar (1853). An investigation of the trinity of Plato and of Philo Judaeus, and of the effects which an attachment to their writings had upon the principles and reasonings of the father of the Christian church. Cambridge: Cambridge.
- Tuggy, Dale (2016). „History of Trinitarian Doctrines”. Trinity. Stanford Encyclopedia of Philosophy. Metaphysics Research Lab, Stanford University.
- Wallace, Robert (1850). Antitrinitarian Biography; or, Sketches of the lives and writings of distinguished antitrinitarians, exhibiting a view of the state of the Unitarian doctrine and worship in the principal nations of Europe, from the reformation to the close of the seventeenth century, to which is prefixed a history of Unitarianism in England during the same period.
- Hovorun, Cyril (2014). „Ecclesiological foundations for Ecumenism”. Orthodox Handbook on Ecumenism (PDF) (1st изд.). Oxford: Regnum book international. Pantelis Kalaitzidis, Thomas Fitzgerald, Cyril Hovorun, Aikaterini Pekridou, Nikolaos Asproulis, Guy Liagre, Dietrich Werner. стр. 77—85. ISBN 978-1-908355-44-7.
- Ionita, Fr. Viorel (2014). „Bilateral Theological Dialogues of Orthodox Churches – a General Introduction”. Orthodox Handbook on Ecumenism (PDF) (1st изд.). Oxford: Regnum book international. Pantelis Kalaitzidis, Thomas Fitzgerald, Cyril Hovorun, Aikaterini Pekridou, Nikolaos Asproulis, Guy Liagre, Dietrich Werner. стр. 457—472. ISBN 978-1-908355-44-7.
- Kalaitzidis, Pantelis (2014). „Theological, historical, and cultural reasons for anti-ecumenical movements in Eastern Orthodoxy”. Orthodox Handbook on Ecumenism (PDF) (1st изд.). Oxford: Regnum book international. Pantelis Kalaitzidis, Thomas Fitzgerald, Cyril Hovorun, Aikaterini Pekridou, Nikolaos Asproulis, Guy Liagre, Dietrich Werner. стр. 134—152. ISBN 978-1-908355-44-7.
- Christine Chaillot, Alexander Belopopsky (1998). Towards Unity. The Theological Dialogue between the Orthodox Church and the Oriental Orthodox Churches. Geneva: Inter-Orthodox Dialogue. ISBN 9788390695846.
- McGuckin, Fr. John (2014). „The Role of Orthodoxy in World Christianity Today – Historical, Demographic and Theological Perspectives – An Introduction”. Orthodox Handbook on Ecumenism (PDF) (1st изд.). Oxford: Regnum book international. Pantelis Kalaitzidis, Thomas Fitzgerald, Cyril Hovorun, Aikaterini Pekridou, Nikolaos Asproulis, Guy Liagre, Dietrich Werner. стр. 3—9. ISBN 978-1-908355-44-7.
- Dvornik F. (2008). The Photian Schism: History and Legend. Cambridge: Cambridge University Press. ISBN 9780521101769.
- W. H. C. Frend (2000). The Donatist Church: A Movement of Protest in Roman North Africa. Oxford: Oxford University Press. ISBN 978-0198264088.
- Gary L. Ward (1990). Independent Bishops: An International Directory. Omnigraphics Inc. ISBN 978-1558883079.
- S. Herbert Scott (2018). The Eastern Churches and the Papacy. CreateSpace Independent Publishing Platform. ISBN 978-1523298242.
- Bermejo-Rubio, Fernando (2017).  Feldt, Laura; Valk, Ülo, ур. „The Process of Jesus' Deification and Cognitive Dissonance Theory”. Numen. Leiden: Brill Publishers. 64 (2–3): 119—152. ISSN 0029-5973. JSTOR 44505332. S2CID 148616605. doi:10.1163/15685276-12341457. eISSN 1568-5276.
- Bird, Michael F. (2017), Jesus the Eternal Son: Answering Adoptionist Christology, Wim. B. Eerdmans Publishing
- Bokenkotter, Thomas (2004), A Concise History of the Catholic Church (Revised and expanded изд.), Doubleday, ISBN 0-385-50584-1
- Brown, Schuyler. (1993). The Origins of Christianity: A Historical Introduction to the New Testament. Oxford University Press. ISBN 0-19-826207-8.
- Boyarin, Daniel (2012). The Jewish Gospels: the Story of the Jewish Christ. The New Press. ISBN 978-1-59558-878-4.
- Burkett, Delbert (2002), An Introduction to the New Testament and the Origins of Christianity, Cambridge University Press, ISBN 978-0-521-00720-7
- Cwiekowski, Frederick J. (1988), The Beginnings of the Church, Paulist Press
- Croix, G. E. M. de Sainte (1963). „Why Were The Early Christians Persecuted?”. Past and Present (26): 6—38. doi:10.1093/past/26.1.6.
- Croix, G. E. M. de Sainte (2006),  Whitby, Michael, ур., Christian Persecution, Martyrdom, And Orthodoxy, Oxford: Oxford University Press, ISBN 0-19-927812-1
- Cross, F. L.; Livingstone, E. A., ур. (2005), The Oxford Dictionary of the Christian Church (3rd Revised изд.), Oxford: Oxford University Press, стр. 1243—45, ISBN 978-0-19-280290-3, doi:10.1093/acref/9780192802903.001.0001
- Cullmann, Oscar (1966). The Early Church: Studies in Early Christian History and Theology.. ed. A. J. B. Higgins, Philadelphia: Westminster,
- Ivor Davidson. The Birth of the Church: From Jesus to Constantine, AD 30-312. Oxford.(2005)
- W. D. Davies, Paul and Rabbinic Judaism 2d ed., London, 1965
- Dunn, James D. G. (1982), The New Perspective on Paul. Manson Memorial Lecture, 4 november 1982
- Dunn, James D. G. Jews and Christians: The Parting of the Ways, AD 70 to 135. ISBN 0-8028-4498-7.. Wm. B. Eerdmans Publishing (1999).
- Dunn, James D. G., "The Canon Debate," McDonald & Sanders editors, 2002
- Dunn, James D. G. (2005), Christianity in the Making: Jesus Remembered, 1, Wm. B. Eerdmans Publishing, ISBN 978-0-8028-3931-2
- Dunn, James D. G. (2009), Christianity in the Making: Beginning from Jerusalem, 2, Wm. B. Eerdmans Publishing, ISBN 978-0-8028-3932-9
- Dunn, James D. G. (јесен 1993). „Echoes of Intra-Jewish Polemic in Paul's Letter to the Galatians”. Journal of Biblical Literature. Society of Biblical Literature. 112 (3): 459—77. JSTOR 3267745. doi:10.2307/3267745.
- Eddy, Paul Rhodes; Boyd, Gregory A. (2007), The Jesus Legend: A Case for the Historical Reliability of the Synoptic Jesus Tradition, Baker Academic, ISBN 978-0-8010-3114-4
- Ehrman, Bart D. (2003), Lost Christianities: The Battles for Scripture and the Faiths We Never Knew, Oxford University Press, ISBN 978-0-19-972712-4
- Ehrman, Bart (2014), How Jesus became God: The Exaltation of a Jewish Preacher from Galilee, Harper Collins
- Elwell, Walter; Comfort, Philip Wesley (2001), Tyndale Bible Dictionary, Tyndale House Publishers, ISBN 0-8423-7089-7
- Finlan, Stephen (2004), The Background and Content of Paul's Cultic Atonement Metaphors, Society of Biblical Literature
- Fredriksen, Paula (2018), When Christians Were Jews: The First Generation, Yale University Press
- Grant, M. (1977), Jesus: An Historian's Review of the Gospels, New York: Scribner's
- Gundry, R.H. (1976). Soma in Biblical Theology. Cambridge: Cambridge University Press.
- Hunter, Archibald (1973). Works and Words of Jesus.
- Hurtado, Larry (2005), Lord Jesus Christ: Devotion to Jesus in Earliest Christianity, Wm. B. Eerdmans Publishing, ISBN 978-0-8028-3167-5
- Johnson, L.T. (1996). The Real Jesus.. San Francisco, Harper San Francisco,
- Komarnitsky, Kris (2014), „Cognitive Dissonance and the Resurrection of Jesus”, The Fourth R Magazine, 27 (5)
- Kremer, Jakob, Die Osterevangelien – Geschichten um Geschichte, Stuttgart: Katholisches Bibelwerk, 1977
- Lawrence, Arren Bennet (2017), Comparative Characterization in the Sermon on the Mount: Characterization of the Ideal Disciple, Wipf and Stock Publishers
- Loke, Andrew Ter Ern (2017), The Origin of Divine Christology, 169, Cambridge University Press, ISBN 978-1-108-19142-5
- Ludemann, Gerd, What Really Happened to Jesus? trans. J. Bowden, Louisville, Kentucky: Westminster John Knox Press, 1995
- Lüdemann, Gerd; Özen, Alf, De opstanding van Jezus. Een historische benadering (Was mit Jesus wirklich geschah. Die Auferstehung historisch betrachtet), The Have/Averbode
- Mack, Burton L. (1995), Who wrote the New Testament? The making of the Christian myth, HarperSan Francisco, ISBN 978-0-06-065517-4
- Mack, Burton L. (1997) [1995], Wie schreven het Nieuwe Testament werkelijk? Feiten, mythen en motieven. (Who Wrote the New Testament? The Making of the Christian Myth), Uitgeverij Ankh-Hermes bv
- Maier, P. L. (1975), „The Empty Tomb as History”, Christianity Today
- McGrath, Alister E. (2006), Christianity: An Introduction, Wiley-Blackwell, ISBN 1-4051-0899-1
- Moss, Candida (2012). „Current Trends in the Study of Early Christian Martyrdom”. Bulletin for the Study of Religion. 41 (3): 22—29. doi:10.1558/bsor.v41i3.22. Архивирано из оригинала 25. 02. 2014. г. Приступљено 24. 12. 2021.
- Netland, Harold (2001), Encountering Religious Pluralism: The Challenge to Christian Faith & Mission, InterVarsity Press
- Neufeld (1964). The Earliest Christian Confessions. Grand Rapids: Eerdmans.
- O' Collins, Gerald, What are They Saying About the Resurrection?, New York: Paulist Press, 1978
- Pagels, Elaine (2005), De Gnostische Evangelien (The Gnostic Gospels), Servire
- Pannenberg, Wolfhart, Jesus – God and Man translated Lewis Wilkins and Duane Pribe, Philadelphia: Westminster, 1968
- Pao, David W. (2016), Acts and the Isaianic New Exodus, Wipf and Stock Publishers
- Smith, J. L., „Resurrection Faith Today”. TS. 30. 1969., in
- Stendahl, Krister (1963), „The Apostle Paul and the Introspective Conscience of the West” (PDF), Harvard Theological Review, Cambridge University Press, 56 (3): 199—215, S2CID 170331485, doi:10.1017/S0017816000024779
- Talbert, Charles H. (2011), The Development of Christology during the First Hundred Years: and Other Essays on Early Christian Christology. Supplements to Novum Testamentum 140., Leiden: Brill Publishers
- Taylor, Joan E. (1993), Christians and the Holy Places: The Myth of Jewish-Christian Origins, Oxford University Press, ISBN 0198147856
- Van Daalen, D. H. (1972). The Real Resurrection. London: Collins. ISBN 978-0-00-215707-0.
- Vidmar (2005), The Catholic Church Through the Ages
- Weiss, Johannes (1910). Der erste Korintherbrief (9th изд.).. Göttingen: Vandenhoeck & Ruprecht,
- Wilckens, Ulrich (1970). Auferstehung. Stuttgart and Berlin: Kreuz Verlag.
- Wright, N.T., "The New Unimproved Jesus", in Christianity Today, 1993-09-13
- Wylen, Stephen M. (1995). The Jews in the Time of Jesus: An Introduction. Paulist Press. ISBN 0-8091-3610-4.

## Spoljašnje veze
- Five Major Problems With The Trinity 21st Century Reformation by Dan J. Gill
- „The Trinity: True or False?”. Архивирано из оригинала 18. 03. 2007. г. Приступљено 12. 02. 2019. by James H. Broughton & Peter J Southgate
- „The Origin of the Trinity: From Paganism to Constantine”. Архивирано из оригинала 05. 08. 2014. г. Приступљено 16. 12. 2018.
- „Should you believe in the Trinity?”. Архивирано из оригинала 20. 06. 2012. г. Приступљено 11. 04. 2019. - Jehovah's Witnesses perspective
- An investigation of the trinity of Plato and of Philo Judaeus, and of the effects which an attachment to their writings had upon the principles and reasonings of the father of the Christian church, by Caesar Morgan, Cambridge University Press, 1853.
- Antitrinitarian Biography; or, Sketches of the lives and writings of distinguished antitrinitarians, exhibiting a view of the state of the Unitarian doctrine and worship in the principal nations of Europe, from the reformation to the close of the seventeenth century, to which is prefixed a history of Unitarianism in England during the same period, Robert Wallace, 1850.
- „A list of 70 nontrintarian translations of John 1:1”. Архивирано из оригинала 29. 04. 2010. г. Приступљено 16. 12. 2018.